# Relations entre la Pologne et Taïwan
Les relations entre la Pologne et Taïwan se réfèrent aux relations bilatérales entre la République de Pologne et la République de Chine (Taiwan).
En raison de la politique d'une seule Chine, la Pologne, comme la majorité des nations du monde, ne reconnait pas Taiwan comme un État, et ne reconnaît que la Chine comme le seul représentant. 
Néanmoins, les relations entre les deux pays s'améliorent de façon spectaculaire quand la Pologne redevient une économie de marché après 1990 et Taiwan devient l'un des plus grands investisseurs asiatiques en Pologne.
Ils ont leurs bureaux de représentation dans les pays respectifs. La Pologne dispose d'un bureau de représentation à Taipei, tandis que Taïwan a un bureau de représentation à Varsovie.

## Histoire
La Pologne et République de Chine (1912-1949) établissent des relations en 1919 quand la Pologne retrouve son indépendance, mais les deux pays ne développent pas une relation forte en raison de l'éloignement géographique. 
Après la prise de pouvoir des communistes en Pologne et en Chine continentale, il n'y a pas de mission diplomatique officielle entre les deux états. La Pologne communiste ne reconnait que la nouvelle République populaire de Chine comme le seul représentant de la Chine, tandis que le République de Chine déménage à Taïwan, hostile aux communistes.

### Depuis 1989
Depuis l'implosion du bloc soviétique en 1989, la Pologne et Taïwan renouent des relations. Tous deux alliés des États-Unis et ayant du succès avec les idéaux démocratiques, les deux pays cherchent à nouer des liens plus fort.
Plusieurs accords économiques ont été signés entre les deux pays, notamment la convention de double imposition et récemment un accord sur l'énergie solaire.
Au cours de la pandémie de coronavirus 2019-2020, la Pologne reçoit 500 000 masques que lui envoie Taiwan en signe de solidarité.